# Campionat del món d'escacs de 1907
|   | a | b | c | d | e | f | g | h |   |
| 8 | a8 negres torre · g8 negres rei · a7 negres peó · b7 negres peó · d7 negres alfil · f7 negres peó · g7 negres peó · h7 negres peó · a5 negres dama · d5 blanques peó · d4 blanques peó · e4 negres cavall · b3 blanques dama · e3 blanques peó · a2 blanques peó · d2 blanques cavall · e2 blanques alfil · g2 blanques peó · h2 blanques peó · e1 blanques rei · h1 blanques torre | a8 negres torre · g8 negres rei · a7 negres peó · b7 negres peó · d7 negres alfil · f7 negres peó · g7 negres peó · h7 negres peó · a5 negres dama · d5 blanques peó · d4 blanques peó · e4 negres cavall · b3 blanques dama · e3 blanques peó · a2 blanques peó · d2 blanques cavall · e2 blanques alfil · g2 blanques peó · h2 blanques peó · e1 blanques rei · h1 blanques torre | a8 negres torre · g8 negres rei · a7 negres peó · b7 negres peó · d7 negres alfil · f7 negres peó · g7 negres peó · h7 negres peó · a5 negres dama · d5 blanques peó · d4 blanques peó · e4 negres cavall · b3 blanques dama · e3 blanques peó · a2 blanques peó · d2 blanques cavall · e2 blanques alfil · g2 blanques peó · h2 blanques peó · e1 blanques rei · h1 blanques torre | a8 negres torre · g8 negres rei · a7 negres peó · b7 negres peó · d7 negres alfil · f7 negres peó · g7 negres peó · h7 negres peó · a5 negres dama · d5 blanques peó · d4 blanques peó · e4 negres cavall · b3 blanques dama · e3 blanques peó · a2 blanques peó · d2 blanques cavall · e2 blanques alfil · g2 blanques peó · h2 blanques peó · e1 blanques rei · h1 blanques torre | a8 negres torre · g8 negres rei · a7 negres peó · b7 negres peó · d7 negres alfil · f7 negres peó · g7 negres peó · h7 negres peó · a5 negres dama · d5 blanques peó · d4 blanques peó · e4 negres cavall · b3 blanques dama · e3 blanques peó · a2 blanques peó · d2 blanques cavall · e2 blanques alfil · g2 blanques peó · h2 blanques peó · e1 blanques rei · h1 blanques torre | a8 negres torre · g8 negres rei · a7 negres peó · b7 negres peó · d7 negres alfil · f7 negres peó · g7 negres peó · h7 negres peó · a5 negres dama · d5 blanques peó · d4 blanques peó · e4 negres cavall · b3 blanques dama · e3 blanques peó · a2 blanques peó · d2 blanques cavall · e2 blanques alfil · g2 blanques peó · h2 blanques peó · e1 blanques rei · h1 blanques torre | a8 negres torre · g8 negres rei · a7 negres peó · b7 negres peó · d7 negres alfil · f7 negres peó · g7 negres peó · h7 negres peó · a5 negres dama · d5 blanques peó · d4 blanques peó · e4 negres cavall · b3 blanques dama · e3 blanques peó · a2 blanques peó · d2 blanques cavall · e2 blanques alfil · g2 blanques peó · h2 blanques peó · e1 blanques rei · h1 blanques torre | a8 negres torre · g8 negres rei · a7 negres peó · b7 negres peó · d7 negres alfil · f7 negres peó · g7 negres peó · h7 negres peó · a5 negres dama · d5 blanques peó · d4 blanques peó · e4 negres cavall · b3 blanques dama · e3 blanques peó · a2 blanques peó · d2 blanques cavall · e2 blanques alfil · g2 blanques peó · h2 blanques peó · e1 blanques rei · h1 blanques torre | 8 |
| 7 | a8 negres torre · g8 negres rei · a7 negres peó · b7 negres peó · d7 negres alfil · f7 negres peó · g7 negres peó · h7 negres peó · a5 negres dama · d5 blanques peó · d4 blanques peó · e4 negres cavall · b3 blanques dama · e3 blanques peó · a2 blanques peó · d2 blanques cavall · e2 blanques alfil · g2 blanques peó · h2 blanques peó · e1 blanques rei · h1 blanques torre | a8 negres torre · g8 negres rei · a7 negres peó · b7 negres peó · d7 negres alfil · f7 negres peó · g7 negres peó · h7 negres peó · a5 negres dama · d5 blanques peó · d4 blanques peó · e4 negres cavall · b3 blanques dama · e3 blanques peó · a2 blanques peó · d2 blanques cavall · e2 blanques alfil · g2 blanques peó · h2 blanques peó · e1 blanques rei · h1 blanques torre | a8 negres torre · g8 negres rei · a7 negres peó · b7 negres peó · d7 negres alfil · f7 negres peó · g7 negres peó · h7 negres peó · a5 negres dama · d5 blanques peó · d4 blanques peó · e4 negres cavall · b3 blanques dama · e3 blanques peó · a2 blanques peó · d2 blanques cavall · e2 blanques alfil · g2 blanques peó · h2 blanques peó · e1 blanques rei · h1 blanques torre | a8 negres torre · g8 negres rei · a7 negres peó · b7 negres peó · d7 negres alfil · f7 negres peó · g7 negres peó · h7 negres peó · a5 negres dama · d5 blanques peó · d4 blanques peó · e4 negres cavall · b3 blanques dama · e3 blanques peó · a2 blanques peó · d2 blanques cavall · e2 blanques alfil · g2 blanques peó · h2 blanques peó · e1 blanques rei · h1 blanques torre | a8 negres torre · g8 negres rei · a7 negres peó · b7 negres peó · d7 negres alfil · f7 negres peó · g7 negres peó · h7 negres peó · a5 negres dama · d5 blanques peó · d4 blanques peó · e4 negres cavall · b3 blanques dama · e3 blanques peó · a2 blanques peó · d2 blanques cavall · e2 blanques alfil · g2 blanques peó · h2 blanques peó · e1 blanques rei · h1 blanques torre | a8 negres torre · g8 negres rei · a7 negres peó · b7 negres peó · d7 negres alfil · f7 negres peó · g7 negres peó · h7 negres peó · a5 negres dama · d5 blanques peó · d4 blanques peó · e4 negres cavall · b3 blanques dama · e3 blanques peó · a2 blanques peó · d2 blanques cavall · e2 blanques alfil · g2 blanques peó · h2 blanques peó · e1 blanques rei · h1 blanques torre | a8 negres torre · g8 negres rei · a7 negres peó · b7 negres peó · d7 negres alfil · f7 negres peó · g7 negres peó · h7 negres peó · a5 negres dama · d5 blanques peó · d4 blanques peó · e4 negres cavall · b3 blanques dama · e3 blanques peó · a2 blanques peó · d2 blanques cavall · e2 blanques alfil · g2 blanques peó · h2 blanques peó · e1 blanques rei · h1 blanques torre | a8 negres torre · g8 negres rei · a7 negres peó · b7 negres peó · d7 negres alfil · f7 negres peó · g7 negres peó · h7 negres peó · a5 negres dama · d5 blanques peó · d4 blanques peó · e4 negres cavall · b3 blanques dama · e3 blanques peó · a2 blanques peó · d2 blanques cavall · e2 blanques alfil · g2 blanques peó · h2 blanques peó · e1 blanques rei · h1 blanques torre | 7 |
| 6 | a8 negres torre · g8 negres rei · a7 negres peó · b7 negres peó · d7 negres alfil · f7 negres peó · g7 negres peó · h7 negres peó · a5 negres dama · d5 blanques peó · d4 blanques peó · e4 negres cavall · b3 blanques dama · e3 blanques peó · a2 blanques peó · d2 blanques cavall · e2 blanques alfil · g2 blanques peó · h2 blanques peó · e1 blanques rei · h1 blanques torre | a8 negres torre · g8 negres rei · a7 negres peó · b7 negres peó · d7 negres alfil · f7 negres peó · g7 negres peó · h7 negres peó · a5 negres dama · d5 blanques peó · d4 blanques peó · e4 negres cavall · b3 blanques dama · e3 blanques peó · a2 blanques peó · d2 blanques cavall · e2 blanques alfil · g2 blanques peó · h2 blanques peó · e1 blanques rei · h1 blanques torre | a8 negres torre · g8 negres rei · a7 negres peó · b7 negres peó · d7 negres alfil · f7 negres peó · g7 negres peó · h7 negres peó · a5 negres dama · d5 blanques peó · d4 blanques peó · e4 negres cavall · b3 blanques dama · e3 blanques peó · a2 blanques peó · d2 blanques cavall · e2 blanques alfil · g2 blanques peó · h2 blanques peó · e1 blanques rei · h1 blanques torre | a8 negres torre · g8 negres rei · a7 negres peó · b7 negres peó · d7 negres alfil · f7 negres peó · g7 negres peó · h7 negres peó · a5 negres dama · d5 blanques peó · d4 blanques peó · e4 negres cavall · b3 blanques dama · e3 blanques peó · a2 blanques peó · d2 blanques cavall · e2 blanques alfil · g2 blanques peó · h2 blanques peó · e1 blanques rei · h1 blanques torre | a8 negres torre · g8 negres rei · a7 negres peó · b7 negres peó · d7 negres alfil · f7 negres peó · g7 negres peó · h7 negres peó · a5 negres dama · d5 blanques peó · d4 blanques peó · e4 negres cavall · b3 blanques dama · e3 blanques peó · a2 blanques peó · d2 blanques cavall · e2 blanques alfil · g2 blanques peó · h2 blanques peó · e1 blanques rei · h1 blanques torre | a8 negres torre · g8 negres rei · a7 negres peó · b7 negres peó · d7 negres alfil · f7 negres peó · g7 negres peó · h7 negres peó · a5 negres dama · d5 blanques peó · d4 blanques peó · e4 negres cavall · b3 blanques dama · e3 blanques peó · a2 blanques peó · d2 blanques cavall · e2 blanques alfil · g2 blanques peó · h2 blanques peó · e1 blanques rei · h1 blanques torre | a8 negres torre · g8 negres rei · a7 negres peó · b7 negres peó · d7 negres alfil · f7 negres peó · g7 negres peó · h7 negres peó · a5 negres dama · d5 blanques peó · d4 blanques peó · e4 negres cavall · b3 blanques dama · e3 blanques peó · a2 blanques peó · d2 blanques cavall · e2 blanques alfil · g2 blanques peó · h2 blanques peó · e1 blanques rei · h1 blanques torre | a8 negres torre · g8 negres rei · a7 negres peó · b7 negres peó · d7 negres alfil · f7 negres peó · g7 negres peó · h7 negres peó · a5 negres dama · d5 blanques peó · d4 blanques peó · e4 negres cavall · b3 blanques dama · e3 blanques peó · a2 blanques peó · d2 blanques cavall · e2 blanques alfil · g2 blanques peó · h2 blanques peó · e1 blanques rei · h1 blanques torre | 6 |
| 5 | a8 negres torre · g8 negres rei · a7 negres peó · b7 negres peó · d7 negres alfil · f7 negres peó · g7 negres peó · h7 negres peó · a5 negres dama · d5 blanques peó · d4 blanques peó · e4 negres cavall · b3 blanques dama · e3 blanques peó · a2 blanques peó · d2 blanques cavall · e2 blanques alfil · g2 blanques peó · h2 blanques peó · e1 blanques rei · h1 blanques torre | a8 negres torre · g8 negres rei · a7 negres peó · b7 negres peó · d7 negres alfil · f7 negres peó · g7 negres peó · h7 negres peó · a5 negres dama · d5 blanques peó · d4 blanques peó · e4 negres cavall · b3 blanques dama · e3 blanques peó · a2 blanques peó · d2 blanques cavall · e2 blanques alfil · g2 blanques peó · h2 blanques peó · e1 blanques rei · h1 blanques torre | a8 negres torre · g8 negres rei · a7 negres peó · b7 negres peó · d7 negres alfil · f7 negres peó · g7 negres peó · h7 negres peó · a5 negres dama · d5 blanques peó · d4 blanques peó · e4 negres cavall · b3 blanques dama · e3 blanques peó · a2 blanques peó · d2 blanques cavall · e2 blanques alfil · g2 blanques peó · h2 blanques peó · e1 blanques rei · h1 blanques torre | a8 negres torre · g8 negres rei · a7 negres peó · b7 negres peó · d7 negres alfil · f7 negres peó · g7 negres peó · h7 negres peó · a5 negres dama · d5 blanques peó · d4 blanques peó · e4 negres cavall · b3 blanques dama · e3 blanques peó · a2 blanques peó · d2 blanques cavall · e2 blanques alfil · g2 blanques peó · h2 blanques peó · e1 blanques rei · h1 blanques torre | a8 negres torre · g8 negres rei · a7 negres peó · b7 negres peó · d7 negres alfil · f7 negres peó · g7 negres peó · h7 negres peó · a5 negres dama · d5 blanques peó · d4 blanques peó · e4 negres cavall · b3 blanques dama · e3 blanques peó · a2 blanques peó · d2 blanques cavall · e2 blanques alfil · g2 blanques peó · h2 blanques peó · e1 blanques rei · h1 blanques torre | a8 negres torre · g8 negres rei · a7 negres peó · b7 negres peó · d7 negres alfil · f7 negres peó · g7 negres peó · h7 negres peó · a5 negres dama · d5 blanques peó · d4 blanques peó · e4 negres cavall · b3 blanques dama · e3 blanques peó · a2 blanques peó · d2 blanques cavall · e2 blanques alfil · g2 blanques peó · h2 blanques peó · e1 blanques rei · h1 blanques torre | a8 negres torre · g8 negres rei · a7 negres peó · b7 negres peó · d7 negres alfil · f7 negres peó · g7 negres peó · h7 negres peó · a5 negres dama · d5 blanques peó · d4 blanques peó · e4 negres cavall · b3 blanques dama · e3 blanques peó · a2 blanques peó · d2 blanques cavall · e2 blanques alfil · g2 blanques peó · h2 blanques peó · e1 blanques rei · h1 blanques torre | a8 negres torre · g8 negres rei · a7 negres peó · b7 negres peó · d7 negres alfil · f7 negres peó · g7 negres peó · h7 negres peó · a5 negres dama · d5 blanques peó · d4 blanques peó · e4 negres cavall · b3 blanques dama · e3 blanques peó · a2 blanques peó · d2 blanques cavall · e2 blanques alfil · g2 blanques peó · h2 blanques peó · e1 blanques rei · h1 blanques torre | 5 |
| 4 | a8 negres torre · g8 negres rei · a7 negres peó · b7 negres peó · d7 negres alfil · f7 negres peó · g7 negres peó · h7 negres peó · a5 negres dama · d5 blanques peó · d4 blanques peó · e4 negres cavall · b3 blanques dama · e3 blanques peó · a2 blanques peó · d2 blanques cavall · e2 blanques alfil · g2 blanques peó · h2 blanques peó · e1 blanques rei · h1 blanques torre | a8 negres torre · g8 negres rei · a7 negres peó · b7 negres peó · d7 negres alfil · f7 negres peó · g7 negres peó · h7 negres peó · a5 negres dama · d5 blanques peó · d4 blanques peó · e4 negres cavall · b3 blanques dama · e3 blanques peó · a2 blanques peó · d2 blanques cavall · e2 blanques alfil · g2 blanques peó · h2 blanques peó · e1 blanques rei · h1 blanques torre | a8 negres torre · g8 negres rei · a7 negres peó · b7 negres peó · d7 negres alfil · f7 negres peó · g7 negres peó · h7 negres peó · a5 negres dama · d5 blanques peó · d4 blanques peó · e4 negres cavall · b3 blanques dama · e3 blanques peó · a2 blanques peó · d2 blanques cavall · e2 blanques alfil · g2 blanques peó · h2 blanques peó · e1 blanques rei · h1 blanques torre | a8 negres torre · g8 negres rei · a7 negres peó · b7 negres peó · d7 negres alfil · f7 negres peó · g7 negres peó · h7 negres peó · a5 negres dama · d5 blanques peó · d4 blanques peó · e4 negres cavall · b3 blanques dama · e3 blanques peó · a2 blanques peó · d2 blanques cavall · e2 blanques alfil · g2 blanques peó · h2 blanques peó · e1 blanques rei · h1 blanques torre | a8 negres torre · g8 negres rei · a7 negres peó · b7 negres peó · d7 negres alfil · f7 negres peó · g7 negres peó · h7 negres peó · a5 negres dama · d5 blanques peó · d4 blanques peó · e4 negres cavall · b3 blanques dama · e3 blanques peó · a2 blanques peó · d2 blanques cavall · e2 blanques alfil · g2 blanques peó · h2 blanques peó · e1 blanques rei · h1 blanques torre | a8 negres torre · g8 negres rei · a7 negres peó · b7 negres peó · d7 negres alfil · f7 negres peó · g7 negres peó · h7 negres peó · a5 negres dama · d5 blanques peó · d4 blanques peó · e4 negres cavall · b3 blanques dama · e3 blanques peó · a2 blanques peó · d2 blanques cavall · e2 blanques alfil · g2 blanques peó · h2 blanques peó · e1 blanques rei · h1 blanques torre | a8 negres torre · g8 negres rei · a7 negres peó · b7 negres peó · d7 negres alfil · f7 negres peó · g7 negres peó · h7 negres peó · a5 negres dama · d5 blanques peó · d4 blanques peó · e4 negres cavall · b3 blanques dama · e3 blanques peó · a2 blanques peó · d2 blanques cavall · e2 blanques alfil · g2 blanques peó · h2 blanques peó · e1 blanques rei · h1 blanques torre | a8 negres torre · g8 negres rei · a7 negres peó · b7 negres peó · d7 negres alfil · f7 negres peó · g7 negres peó · h7 negres peó · a5 negres dama · d5 blanques peó · d4 blanques peó · e4 negres cavall · b3 blanques dama · e3 blanques peó · a2 blanques peó · d2 blanques cavall · e2 blanques alfil · g2 blanques peó · h2 blanques peó · e1 blanques rei · h1 blanques torre | 4 |
| 3 | a8 negres torre · g8 negres rei · a7 negres peó · b7 negres peó · d7 negres alfil · f7 negres peó · g7 negres peó · h7 negres peó · a5 negres dama · d5 blanques peó · d4 blanques peó · e4 negres cavall · b3 blanques dama · e3 blanques peó · a2 blanques peó · d2 blanques cavall · e2 blanques alfil · g2 blanques peó · h2 blanques peó · e1 blanques rei · h1 blanques torre | a8 negres torre · g8 negres rei · a7 negres peó · b7 negres peó · d7 negres alfil · f7 negres peó · g7 negres peó · h7 negres peó · a5 negres dama · d5 blanques peó · d4 blanques peó · e4 negres cavall · b3 blanques dama · e3 blanques peó · a2 blanques peó · d2 blanques cavall · e2 blanques alfil · g2 blanques peó · h2 blanques peó · e1 blanques rei · h1 blanques torre | a8 negres torre · g8 negres rei · a7 negres peó · b7 negres peó · d7 negres alfil · f7 negres peó · g7 negres peó · h7 negres peó · a5 negres dama · d5 blanques peó · d4 blanques peó · e4 negres cavall · b3 blanques dama · e3 blanques peó · a2 blanques peó · d2 blanques cavall · e2 blanques alfil · g2 blanques peó · h2 blanques peó · e1 blanques rei · h1 blanques torre | a8 negres torre · g8 negres rei · a7 negres peó · b7 negres peó · d7 negres alfil · f7 negres peó · g7 negres peó · h7 negres peó · a5 negres dama · d5 blanques peó · d4 blanques peó · e4 negres cavall · b3 blanques dama · e3 blanques peó · a2 blanques peó · d2 blanques cavall · e2 blanques alfil · g2 blanques peó · h2 blanques peó · e1 blanques rei · h1 blanques torre | a8 negres torre · g8 negres rei · a7 negres peó · b7 negres peó · d7 negres alfil · f7 negres peó · g7 negres peó · h7 negres peó · a5 negres dama · d5 blanques peó · d4 blanques peó · e4 negres cavall · b3 blanques dama · e3 blanques peó · a2 blanques peó · d2 blanques cavall · e2 blanques alfil · g2 blanques peó · h2 blanques peó · e1 blanques rei · h1 blanques torre | a8 negres torre · g8 negres rei · a7 negres peó · b7 negres peó · d7 negres alfil · f7 negres peó · g7 negres peó · h7 negres peó · a5 negres dama · d5 blanques peó · d4 blanques peó · e4 negres cavall · b3 blanques dama · e3 blanques peó · a2 blanques peó · d2 blanques cavall · e2 blanques alfil · g2 blanques peó · h2 blanques peó · e1 blanques rei · h1 blanques torre | a8 negres torre · g8 negres rei · a7 negres peó · b7 negres peó · d7 negres alfil · f7 negres peó · g7 negres peó · h7 negres peó · a5 negres dama · d5 blanques peó · d4 blanques peó · e4 negres cavall · b3 blanques dama · e3 blanques peó · a2 blanques peó · d2 blanques cavall · e2 blanques alfil · g2 blanques peó · h2 blanques peó · e1 blanques rei · h1 blanques torre | a8 negres torre · g8 negres rei · a7 negres peó · b7 negres peó · d7 negres alfil · f7 negres peó · g7 negres peó · h7 negres peó · a5 negres dama · d5 blanques peó · d4 blanques peó · e4 negres cavall · b3 blanques dama · e3 blanques peó · a2 blanques peó · d2 blanques cavall · e2 blanques alfil · g2 blanques peó · h2 blanques peó · e1 blanques rei · h1 blanques torre | 3 |
| 2 | a8 negres torre · g8 negres rei · a7 negres peó · b7 negres peó · d7 negres alfil · f7 negres peó · g7 negres peó · h7 negres peó · a5 negres dama · d5 blanques peó · d4 blanques peó · e4 negres cavall · b3 blanques dama · e3 blanques peó · a2 blanques peó · d2 blanques cavall · e2 blanques alfil · g2 blanques peó · h2 blanques peó · e1 blanques rei · h1 blanques torre | a8 negres torre · g8 negres rei · a7 negres peó · b7 negres peó · d7 negres alfil · f7 negres peó · g7 negres peó · h7 negres peó · a5 negres dama · d5 blanques peó · d4 blanques peó · e4 negres cavall · b3 blanques dama · e3 blanques peó · a2 blanques peó · d2 blanques cavall · e2 blanques alfil · g2 blanques peó · h2 blanques peó · e1 blanques rei · h1 blanques torre | a8 negres torre · g8 negres rei · a7 negres peó · b7 negres peó · d7 negres alfil · f7 negres peó · g7 negres peó · h7 negres peó · a5 negres dama · d5 blanques peó · d4 blanques peó · e4 negres cavall · b3 blanques dama · e3 blanques peó · a2 blanques peó · d2 blanques cavall · e2 blanques alfil · g2 blanques peó · h2 blanques peó · e1 blanques rei · h1 blanques torre | a8 negres torre · g8 negres rei · a7 negres peó · b7 negres peó · d7 negres alfil · f7 negres peó · g7 negres peó · h7 negres peó · a5 negres dama · d5 blanques peó · d4 blanques peó · e4 negres cavall · b3 blanques dama · e3 blanques peó · a2 blanques peó · d2 blanques cavall · e2 blanques alfil · g2 blanques peó · h2 blanques peó · e1 blanques rei · h1 blanques torre | a8 negres torre · g8 negres rei · a7 negres peó · b7 negres peó · d7 negres alfil · f7 negres peó · g7 negres peó · h7 negres peó · a5 negres dama · d5 blanques peó · d4 blanques peó · e4 negres cavall · b3 blanques dama · e3 blanques peó · a2 blanques peó · d2 blanques cavall · e2 blanques alfil · g2 blanques peó · h2 blanques peó · e1 blanques rei · h1 blanques torre | a8 negres torre · g8 negres rei · a7 negres peó · b7 negres peó · d7 negres alfil · f7 negres peó · g7 negres peó · h7 negres peó · a5 negres dama · d5 blanques peó · d4 blanques peó · e4 negres cavall · b3 blanques dama · e3 blanques peó · a2 blanques peó · d2 blanques cavall · e2 blanques alfil · g2 blanques peó · h2 blanques peó · e1 blanques rei · h1 blanques torre | a8 negres torre · g8 negres rei · a7 negres peó · b7 negres peó · d7 negres alfil · f7 negres peó · g7 negres peó · h7 negres peó · a5 negres dama · d5 blanques peó · d4 blanques peó · e4 negres cavall · b3 blanques dama · e3 blanques peó · a2 blanques peó · d2 blanques cavall · e2 blanques alfil · g2 blanques peó · h2 blanques peó · e1 blanques rei · h1 blanques torre | a8 negres torre · g8 negres rei · a7 negres peó · b7 negres peó · d7 negres alfil · f7 negres peó · g7 negres peó · h7 negres peó · a5 negres dama · d5 blanques peó · d4 blanques peó · e4 negres cavall · b3 blanques dama · e3 blanques peó · a2 blanques peó · d2 blanques cavall · e2 blanques alfil · g2 blanques peó · h2 blanques peó · e1 blanques rei · h1 blanques torre | 2 |
| 1 | a8 negres torre · g8 negres rei · a7 negres peó · b7 negres peó · d7 negres alfil · f7 negres peó · g7 negres peó · h7 negres peó · a5 negres dama · d5 blanques peó · d4 blanques peó · e4 negres cavall · b3 blanques dama · e3 blanques peó · a2 blanques peó · d2 blanques cavall · e2 blanques alfil · g2 blanques peó · h2 blanques peó · e1 blanques rei · h1 blanques torre | a8 negres torre · g8 negres rei · a7 negres peó · b7 negres peó · d7 negres alfil · f7 negres peó · g7 negres peó · h7 negres peó · a5 negres dama · d5 blanques peó · d4 blanques peó · e4 negres cavall · b3 blanques dama · e3 blanques peó · a2 blanques peó · d2 blanques cavall · e2 blanques alfil · g2 blanques peó · h2 blanques peó · e1 blanques rei · h1 blanques torre | a8 negres torre · g8 negres rei · a7 negres peó · b7 negres peó · d7 negres alfil · f7 negres peó · g7 negres peó · h7 negres peó · a5 negres dama · d5 blanques peó · d4 blanques peó · e4 negres cavall · b3 blanques dama · e3 blanques peó · a2 blanques peó · d2 blanques cavall · e2 blanques alfil · g2 blanques peó · h2 blanques peó · e1 blanques rei · h1 blanques torre | a8 negres torre · g8 negres rei · a7 negres peó · b7 negres peó · d7 negres alfil · f7 negres peó · g7 negres peó · h7 negres peó · a5 negres dama · d5 blanques peó · d4 blanques peó · e4 negres cavall · b3 blanques dama · e3 blanques peó · a2 blanques peó · d2 blanques cavall · e2 blanques alfil · g2 blanques peó · h2 blanques peó · e1 blanques rei · h1 blanques torre | a8 negres torre · g8 negres rei · a7 negres peó · b7 negres peó · d7 negres alfil · f7 negres peó · g7 negres peó · h7 negres peó · a5 negres dama · d5 blanques peó · d4 blanques peó · e4 negres cavall · b3 blanques dama · e3 blanques peó · a2 blanques peó · d2 blanques cavall · e2 blanques alfil · g2 blanques peó · h2 blanques peó · e1 blanques rei · h1 blanques torre | a8 negres torre · g8 negres rei · a7 negres peó · b7 negres peó · d7 negres alfil · f7 negres peó · g7 negres peó · h7 negres peó · a5 negres dama · d5 blanques peó · d4 blanques peó · e4 negres cavall · b3 blanques dama · e3 blanques peó · a2 blanques peó · d2 blanques cavall · e2 blanques alfil · g2 blanques peó · h2 blanques peó · e1 blanques rei · h1 blanques torre | a8 negres torre · g8 negres rei · a7 negres peó · b7 negres peó · d7 negres alfil · f7 negres peó · g7 negres peó · h7 negres peó · a5 negres dama · d5 blanques peó · d4 blanques peó · e4 negres cavall · b3 blanques dama · e3 blanques peó · a2 blanques peó · d2 blanques cavall · e2 blanques alfil · g2 blanques peó · h2 blanques peó · e1 blanques rei · h1 blanques torre | a8 negres torre · g8 negres rei · a7 negres peó · b7 negres peó · d7 negres alfil · f7 negres peó · g7 negres peó · h7 negres peó · a5 negres dama · d5 blanques peó · d4 blanques peó · e4 negres cavall · b3 blanques dama · e3 blanques peó · a2 blanques peó · d2 blanques cavall · e2 blanques alfil · g2 blanques peó · h2 blanques peó · e1 blanques rei · h1 blanques torre | 1 |
|   | a | b | c | d | e | f | g | h |   |

El campionat del món d'escacs de 1907 va ser un matx pel títol de campió del món disputat entre el campió regnant Emanuel Lasker i Frank James Marshall que va tenir lloc als Estats Units entre el 26 de gener de 1907 i el 6 d'abril de 1907. Les partides varen ser jugades a Nova York, Filadèlfia, Washington DC, Baltimore, Chicago i Memphis.
Emanuel Lasker pràcticament s'havia retirat després de retenir el campionat del món de 1897, en part a causa dels seus estudis de doctorat en matemàtiques, però després va defensar el seu títol. Lasker va guanyar el matx pel resultat de deu partides guanyades, dues derrotes i cinc taules (+8 -0 =7), i així va retenir el seu títol.

## Resultats
El primer jugador a guanyar vuit partides seria el campió.
|                      | 1 | 2 | 3 | 4 | 5 | 6 | 7 | 8 | 9 | 10 | 11 | 12 | 13 | 14 | 15 | Victòries | Total |
| -------------------- | - | - | - | - | - | - | - | - | - | -- | -- | -- | -- | -- | -- | --------- | ----- |
| Frank James Marshall | 0 | 0 | 0 | = | = | = | = | 0 | = | =  | =  | 0  | 0  | 0  | 0  | 0         | 3½    |
| Emanuel Lasker       | 1 | 1 | 1 | = | = | = | = | 1 | = | =  | =  | 1  | 1  | 1  | 1  | 8         | 11½   |